# Chevannes (Côte-d’Or)
Chevannes település Franciaországban, Côte-d’Or megyében. Lakosainak száma 169 fő (2022. január 1.). Chevannes Collonges-lès-Bévy, Arcenant, Détain-et-Bruant, Messanges és Meuilley községekkel határos.

## Népesség
A település népességének változása:
| Lakosok száma | 115  | 95   | 102  | 131  | 133  | 141  | 160  | 161  | 166  | 169  |
|               | 1968 | 1982 | 1990 | 2006 | 2013 | 2015 | 2017 | 2019 | 2020 | 2022 |